# Suvremena arhitektura u Bosni i Hercegovini
Suvremena arhitektura Bosne i Hercegovine obuhvaća više razdoblja. Suvremena arhitektura obuhvaća razdoblje sredine i kraja 20. stoljeća.
Bosanskohercegovačku suvremenu arhitekturu moguće je podijeliti na ova razdoblja:
1. Razdoblje od 1945. do 1948.: Doba prve poslijeratne obnove.
2. Razdoblje od 1949. – 1958.: Obilježeno je Savjetovanjem jugoslavenskih arhitekata u Dubrovniku iz 1950. godine koji zahtijevaju odbacivanje dogma "socijalističkog realizma" po sovjetskim uzorima.
3. Razdoblje od 1959. do 1965.: Gospodarstvo i kultura dosežu zavidnu razinu. Prema službenim statistikama FNRJ, stopa industrijskog rasta bila je u svjetskom vrhu. U Bosni i Hercegovini odrazilo se gradnjom mnogo kvalitetnih društvenih objekata. Iz tog razdoblja građevinski izvođači izveli su jedan od najznačajnijih objekata u povijesti suvremene arhitekture u Bosni i Hercegovini – Muzej Revolucije u Sarajevu.
4. Razdoblje od 1966. do 1970.: Državna zabrana ulaganja u visokogradnju.
5. Razdoblje od 1972. do 1980.: Estetski pluralizam, kao reakcija na uniformiranost arhitektonskog izraza.
6. Razdoblje od 1981. do 1990.: Podređenost Olimpijskim igrama u Sarajevu, u kojem su projektirani i izgrađeni objekti namijenjeni 14. zimskim Olimpijskim igrama.
7. Razdoblje od 1991. do 1995.: Razdoblje definitivne stagnacije. Zbog velikosrpske agresije i građanskog rata mnogo stručnjaka je prognano ili izbjeglo.